# Nicola White

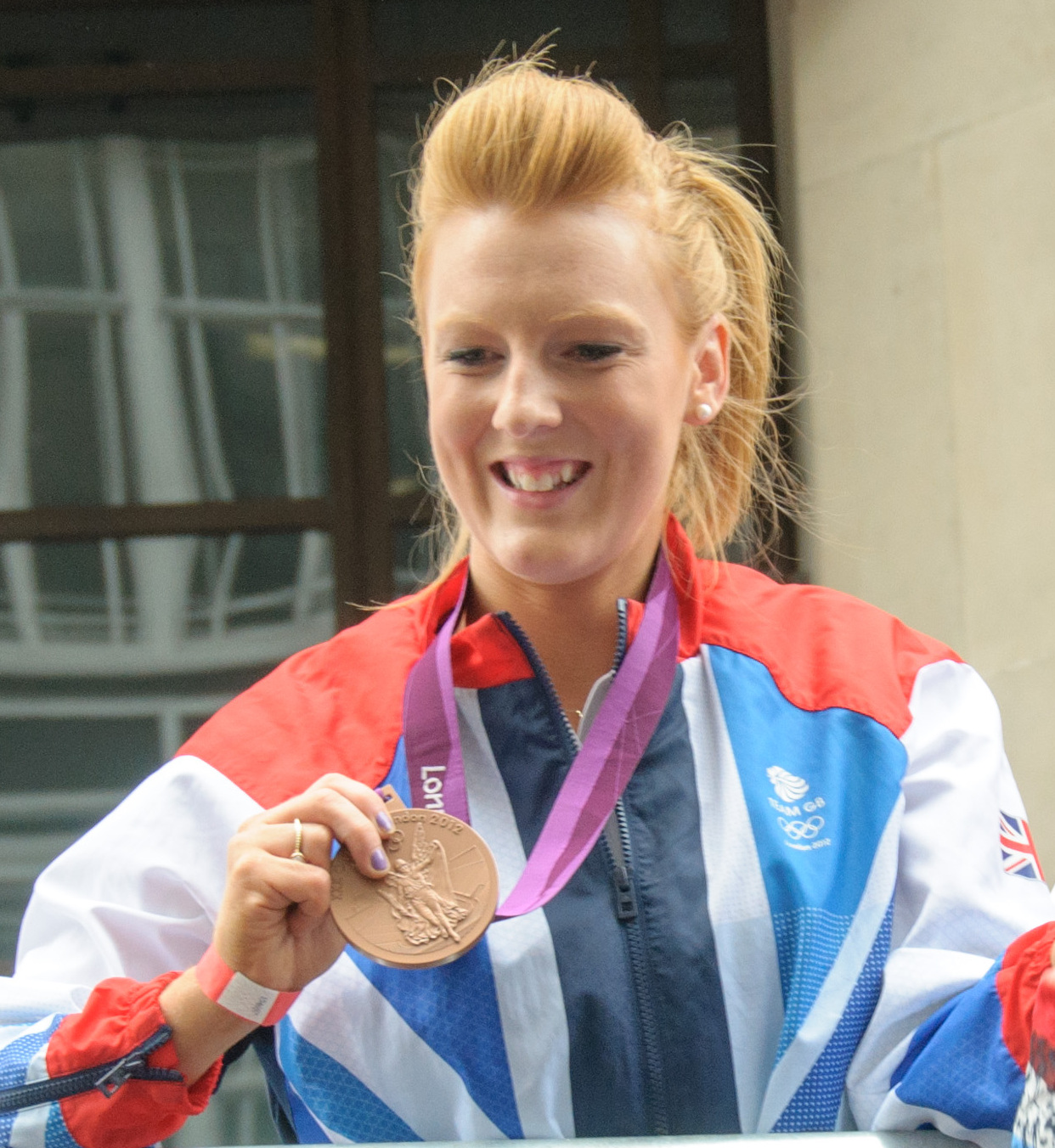
Nicola White (2012)

Nicola White, MBE (* 20. Januar 1988 in Oldham) ist eine ehemalige britische Hockeyspielerin. Sie war Olympiasiegerin 2016 und Olympiadritte 2012.

## Leben
Die 1,72 m große Nicola White gehörte 2009 zum Kader der englischen Nationalmannschaft bei der Europameisterschaft in Amstelveen. Die Engländerinnen gewannen die Bronzemedaille, nachdem sie im Halbfinale gegen die deutsche Mannschaft verloren hatten. Im September 2010 wurde in Rosario die Weltmeisterschaft 2010 ausgetragen. Nach einem zweiten Platz in der Vorrunde hinter den Argentinierinnen unterlagen die Engländerinnen im Halbfinale den Niederländerinnen im Siebenmeterschießen. Das Spiel um Bronze gewannen die Engländerinnen mit 2:0 gegen die deutsche Mannschaft. Drei Wochen nach der Weltmeisterschaft begannen in Delhi die Commonwealth Games. Dort gewannen die Engländerinnen Bronze. Im Jahr darauf erkämpften die Engländerinnen auch bei der Europameisterschaft in Mönchengladbach die Bronzemedaille. 2012 war London der Austragungsort der Olympischen Spiele. Die britische Mannschaft belegte in der Vorrunde den zweiten Platz hinter den Niederländerinnen. Im Halbfinale unterlagen die Britinnen den Argentinierinnen mit 1:2. Das Spiel um Bronze gegen die Mannschaft Neuseelands gewannen die Britinnen mit 3:1.
2013 erreichten die Engländerinnen bei der Europameisterschaft in Boom das Finale. Das Spiel endete 4:4, im Penaltyschießen gewannen die Deutschen. Im Frühjahr 2014 fand in Den Haag die Weltmeisterschaft 2014 statt, bei der die Engländerinnen den elften Platz belegten. Bei den Commonwealth Games 2014 in Glasgow unterlagen die Engländerinnen im Finale der australischen Mannschaft. 2015 war London Austragungsort der Europameisterschaft. Die Engländerinnen gewannen ihre Vorrundengruppe vor den Deutschen und bezwangen im Halbfinale die spanische Mannschaft. Das Finale wurde im Shootout entschieden und die Engländerinnen gewannen gegen die Niederländerinnen. Nach der Europameisterschaft 2015 trat White bis zu den Olympischen Spielen 2016 in Rio de Janeiro nur in der britischen Mannschaft an. Beim Turnier in Rio de Janeiro gewannen die Niederländerinnen und die Britinnen jeweils ihre Vorrundengruppe. Die Britinnen erreichten das Finale mit Siegen über Spanien und Neuseeland.  Die Entscheidung im Finale gegen die Niederländerinnen fiel im Shootout, nachdem die Partie zum Ende der regulären Spielzeit 3:3 gestanden hatte. Nicola White erzielte in der 52. Minute mit einer Strafecke den Ausgleich zum 3:3. Die Britinnen gewannen die Goldmedaille durch zwei Treffer im Shootout, während die Niederländerinnen keinen erzielten. Nicola Whites Karriere in der Nationalmannschaft endete 2018, wobei sie nach den Olympischen Spielen an keiner großen Meisterschaft mehr teilnahm.